# Трансильванська школа
Трансильва́нська шко́ла (також Ардялська школа; Семиградська школа, рум. Şcoala Ardeleană, Шкоала Арделяне) — політичний і культурно-мовний рух греко-католицької румунської інтелігенції на території австро-угорської Трансильванії.
Рух зародився в другій половині XVIII — початку XIX століттях як літературно-лінгвістичний, але в XIX-XX століттях його відгалуження поступово поширилися у Валахії та Молдові. Ідеї руху знайшли широку фінансову підтримку в країнах Заходу (в першу чергу в Німеччині та Австро-Угорщини, які прагнули дистанціювати основну масу православних румунів від Російської імперії. Вони також лягли в основу сучасного румунського націоналізму, а також нової мовної політики румунської держави. Незважаючи на свій суперечливий характер, діяльність трансильванської школи стала помітною подією в житті румунського народу в новий час.
Головний осередок діяльності Трансильванської школи було місто Блаж, де була резиденція греко-католицького єпископа Інокентія Міку-Кляйна; інші осередки — Орадя, Лугож і Беюш.
Представники Трансильванської школи ратоборствували за зближення румунської і західно-європейської литератур, відстоювали «чисте» латинське походження румун, доходячи в цьому до абсурду. Один з напрямків — пуристське ставлення до слов'янізмів та латинізація мови.
Серед представників школи: Самуїл Міку-Кляйн, Петру Майор, Йон Будай-Деляну.